# Atrox
Atrox ist eine norwegische Progressive-Metal-Band aus Trondheim, die im Jahr 1988 unter dem Namen Suffocation gegründet wurde. Sie spielte bereits mit anderen Bands wie Equinox, Edge of Sanity, Conception, Witchhammer und Godsend zusammen.

## Geschichte
Die Band wurde im Jahr 1988 unter dem Namen Suffocation gegründet, nahm unter diesem Namen zwei Demos auf und änderte den Namen im Jahr 1990 in Atrox um. Es folgte die Aufnahme von zwei weiteren Demos. Im Jahr 1996 erreichte die Band einen Vertrag mit Danza Ipnotica und Head Not Found. Die EP Silence the Echoes wurde im Jahr 1997 über Danza Ipnotica veröffentlicht, das Debütalbum namens Mesmerised über Head Not Found im selben Jahr.
Im Jahr 1998 unterschrieb die Band einen Vertrag bei Season of Mist, dem sich einige Änderungen in der Besetzung anschlossen. Das Album Contentum wurde im Jahr 1999 veröffentlicht. Der Veröffentlichung folgten einige Auftritte. Danach schrieb die Band Material für ein neues Album, woraus Terrestrials resultierte, das im Jahr 2001 erschien. Danach erreichte die Band einen Vertrag bei Code 666 Records, dem erneute Wechsel in der Besetzung folgten. Im Jahr 2003 wurde das Album Orgasm veröffentlicht. Danach folgten Auftritte zusammen mit Katatonia, Arcturus, Entombed, Danzig, Red Harvest, Madder Mortem und The Haunted. Am 12. April 2007 unterschrieb die Band wieder einen Vertrag bei Season of Mist.
Das Album Binocular wurde im Jahr 2008 über Season of Mist veröffentlicht.

## Stil
Im Slayer wurden die schweren Passagen auf einer ihrer Proberaumaufnahmen 1991 als „ok“ beschrieben, die schnellen Passagen seien jedoch „etwas durcheinander“; die Band solle im Studio eine neue Demoaufnahme einspielen. 1997 brachte Metalion, Herausgeber des Slayer-Fanzines, ihr Debütalbum Mesmerized über Head Not Found heraus.
Die Musik entwickelte sich nach der Beschreibung der damaligen Sängerin und Keyboarderin Monika Edvardsen, die die jüngere Schwester der zeitweiligen The-3rd-and-the-Mortal-Sängerin Ann-Mari Edvardsen ist, „mit der Zeit von klassischem Death Metal über Doom/Death mit atmosphärischen Anleihen bis hin zu dem, was wir heute ‚Schizo Metal‘ nennen. Dies beinhaltet zahlreiche experimentelle Einflüsse und hält uns stilistisch ein breites Spektrum offen.“ Auf ihrer Myspace-Seite gibt die Band Arcturus, Ulver, Ved Buens Ende, Manes, Sepultura, Pain, Produktionen von Tim Burton, Fields of the Nephilim, Paradise Lost, Silverbullit, Aryeon, die Bücher von Stephen King, Faith No More, Mr. Bungle, Peeping Tom, Meshuggah, Killing Joke, Peccatum, Rammstein, Frank Zappa, Dødheimsgard, Voivod, Cynic, Aghora, The 3rd and the Mortal, In the Woods…, Fear of God, The Gathering, Madder Mortem, Devil Doll, Anathema, Katatonia, My Dying Bride, Diamanda Galás und Red Harvest als ihre Haupteinflüsse an. Frederik Pankalla von Metalnews schrieb in seiner Kritik zu Binocular, das Album bediene „vor allem Fans von AND OCEANS, WATCHTOWER oder THE DILLINGER ESCAPE PLAN“, spreche aber auch genrefremde Hörer an. Den Einsatz des Keyboards verglich er mit dem bei Ayreon und Cradle of Filth, den Gesang bei Headrush Helmet mit dem bei Evergrey und die Atmosphäre des Lieds mit der bei The Vision Bleak. Monika Edvardsens Gesang galt als charakteristisch für Atrox, war einigen Hörern aber „zu abgedreht, bizarr und intensiv […] Aber Menschen, für die Musik eine Herausforderung darstellt, lieben den Gesang und genau das wollten wir erreichen. Von Zeit zu Zeit singe ich sogar absichtlich richtig schrecklich. Aber es ist doch immer die Frage, was man als schrecklich empfindet, denn auch etwas Häßliches kann manchmal schön sein. Ich wollte einfach verschiedene Emotionen in der Musik umsetzen. Es ist meine Absicht, die Leute zu verwirren und sie neugierig zu machen, auf daß sie Fragen stellen und beginnen, für sich selbst zu denken. Es steckt durchaus ein Sinn hinter allem, was ich tue.“

## Diskografie
Als Suffocation
- Take Your Last Breath (Demo, 1990, Eigenveröffentlichung)
- Darkness (Demo, 1990, Eigenveröffentlichung)

Als Atrox
- Mindshadow (Demo, 1992, Eigenveröffentlichung)
- Dead Leaves (Demo, 1993, Eigenveröffentlichung)
- Mesmerised (Album, 1997, Head Not Found)
- Silence the Echoes (EP, 1997, Danza Ipnotica)
- Contentum (Album, 2000, Season of Mist)
- Terrestrials (Album, 2002, Season of Mist)
- Orgasm (Album, 2003, Code 666 Records)
- Binocular (Album, 2008, Season of Mist)